# Hamburgi metró
A hamburgi metró (német nyelven: U-Bahn Hamburg) Hamburg gyorsvasút-rendszere. A hálózatot a Hamburger Hochbahn AG üzemelteti. Az első vonal 1912. február 15-én nyílt meg. Napjainkban a hálózat 4 vonalból és 91 állomásból áll. Bár technikailag a metróüzemekhez soroljuk, valójában csak a vonalak kis része húzódik a föld alatt, helyette inkább a felszínen futnak a sínek.
2013-ban naponta átlagosan 597 260 utas választotta Hamburgban a metrót, ami évente összesen 218 millió utazást jelent.

## Vonalak és állomások

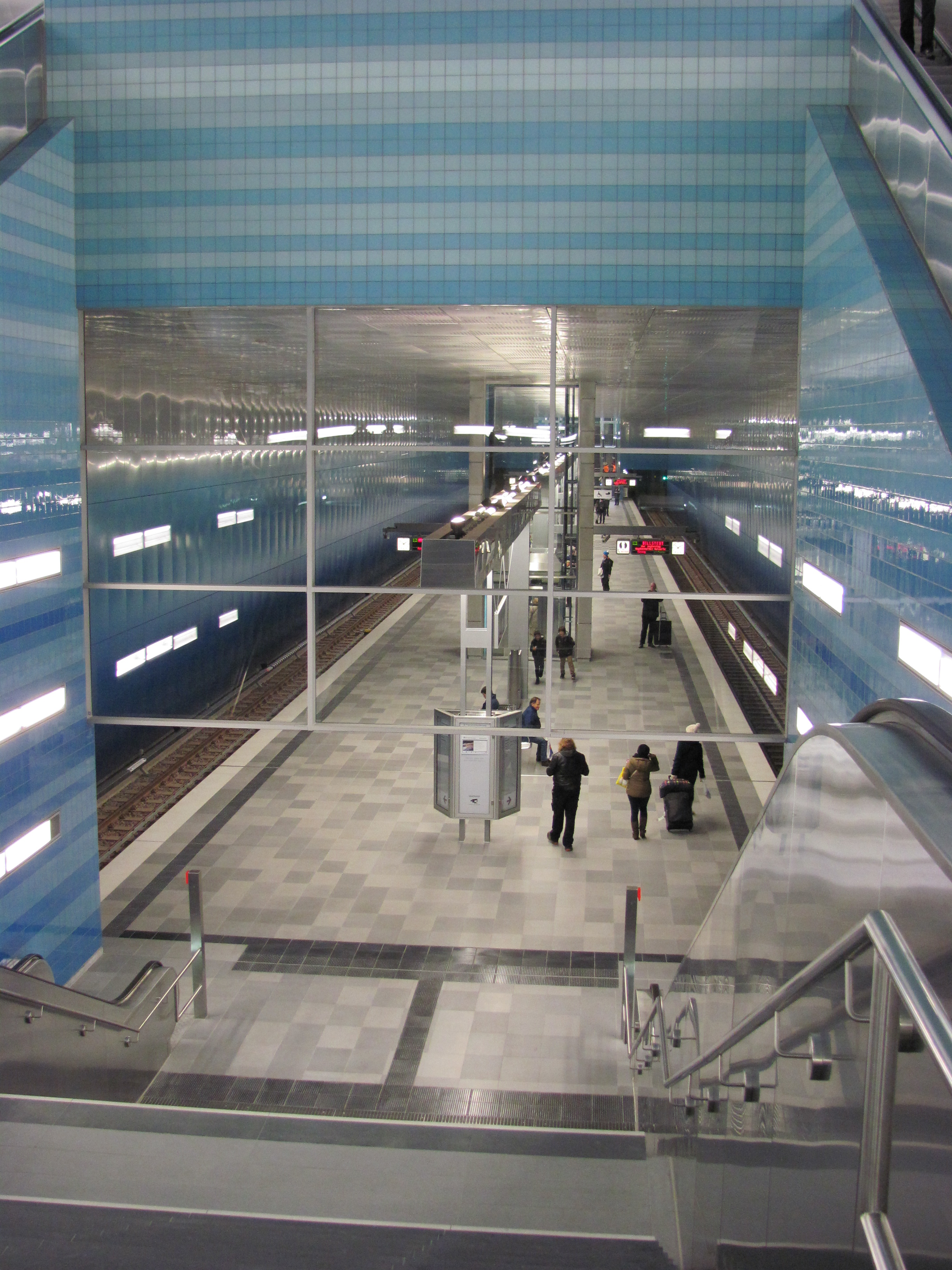
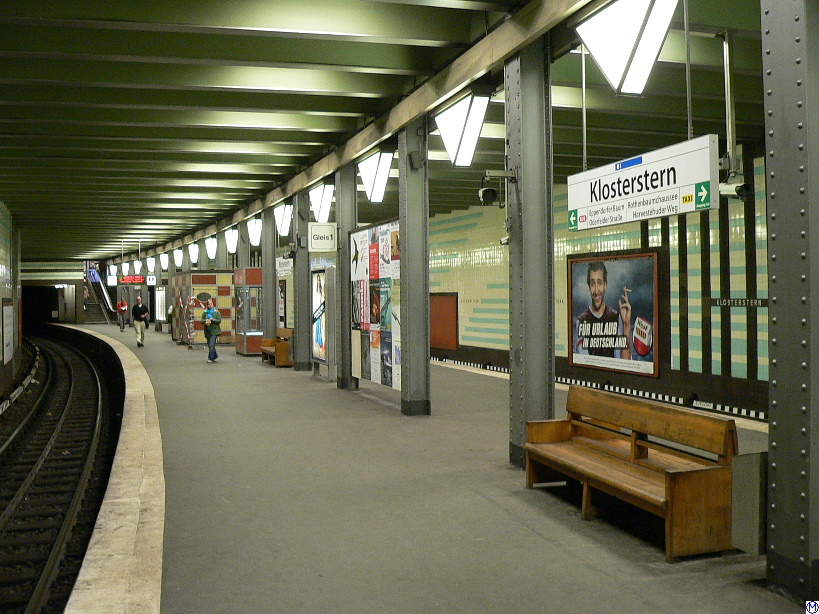
Klosterstern állomás
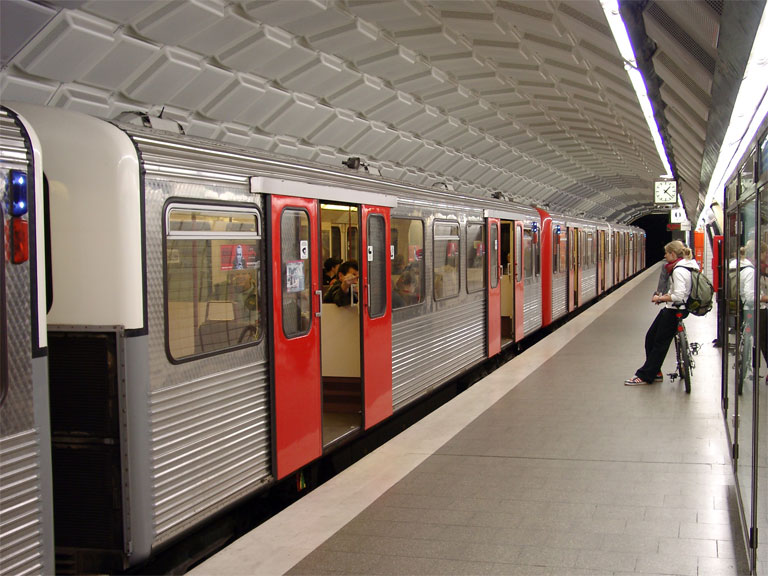
Hauptbahnhof Nord metróállomás
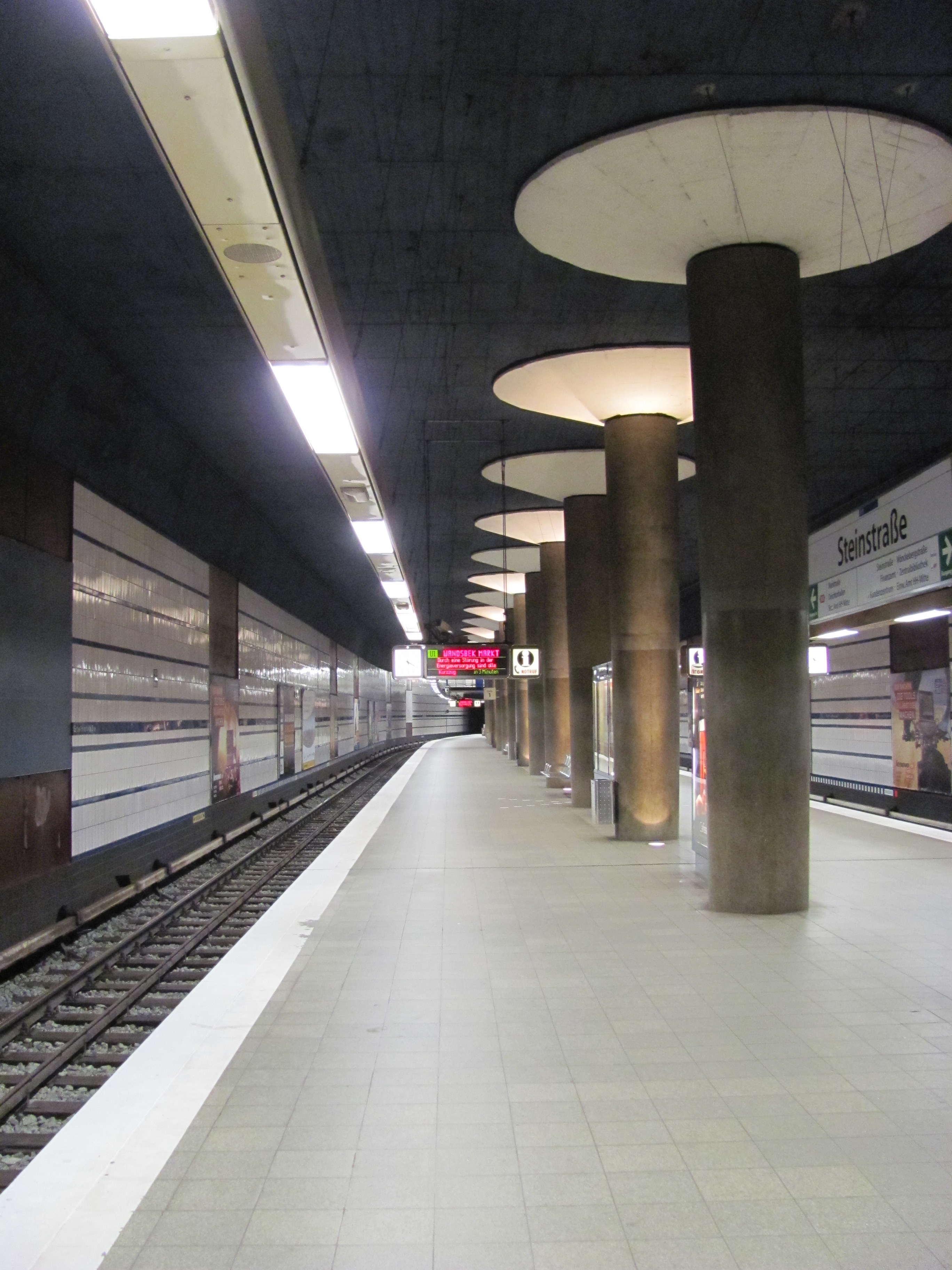
Steinstraße metróállomás

### Vonalak
| Járat     | Útvonal                                                                        | Használt szerelvény | Megnyitás | Hossz (km) | Állomások |
| --------- | ------------------------------------------------------------------------------ | ------------------- | --------- | ---------- | --------- |
| U1        | Norderstedt Mitte – Jungfernstieg – Hauptbahnhof Süd – Ohlstedt / Großhansdorf | DT3, DT4            | 1914      | 55,8 km    | 46        |
| U2        | Niendorf Nord – Jungfernstieg – Hauptbahnhof Nord – Mümmelmannsberg            | DT4                 | 1913      | 24,3 km    | 25        |
| U3        | Barmbek – Circle – Barmbek – Wandsbek-Gartenstadt                              | DT3, DT5            | 1912      | 20,6 km    | 25        |
| U4        | HafenCity Universität – Jungfernstieg – Hauptbahnhof Nord – Billstedt          | DT4, DT5            | 2012      | 12,2 km    | 11        |
| Összesen: | Összesen:                                                                      | Összesen:           | Összesen: | 104,7 km   | 91        |

| Vonal | Vonalak nyugatról és északról kelet és dél felé                                                                       | Állomások (az átszállóállomások vastagított betűkkel) |
| ----- | --- | --- |
| U1    | Langenhorner Bahn | Norderstedt Mitte – Richtweg – Garstedt – Ochsenzoll – Kiwittsmoor – Langenhorn Nord – Langenhorn Markt – Fuhlsbüttel Nord – Fuhlsbüttel – Klein Borstel – Ohlsdorf (S1, S11) |
| U1    | Ohlsdorf branch | Ohlsdorf – Sengelmannstraße – Alsterdorf – Lattenkamp – Hudtwalckerstraße – Kellinghusenstraße (U3) |
| U1    | KellJung-Linie | Kellinghusenstraße – Klosterstern – Hallerstraße – Stephansplatz – Jungfernstieg (U2, U4, S1, S2, S3, Alster ferries) |
| U1    | Meßberglinie | Jungfernstieg – Meßberg – Steinstraße – Hauptbahnhof Süd (U3, S1, S11, S2, S21, S3, S31) |
| U1    | Wandsbek extension | Hauptbahnhof Süd – Lohmühlenstraße – Lübecker Straße (U3) – Wartenau – Ritterstraße – Wandsbeker Chaussee (S1, S11) – Wandsbek Markt – Straßburger Straße – Alter Teichweg – Wandsbek-Gartenstadt (U3) |
| U1    | Walddörferbahn | Wandsbek-Gartenstadt – Trabrennbahn – Farmsen – Berne – Meiendorfer Weg – Volksdorf |
| U1    | Walddörferbahn | Volksdorf – Buckhorn – Hoisbüttel – Ohlstedt |
| U1    | Walddörferbahn | Volksdorf – Buchenkamp – Ahrensburg West – Ahrensburg Ost – Schmalenbeck – Kiekut – Großhansdorf |
|       | | |
| U2    | Niendorf extension | Niendorf Nord – Schippelsweg – Joachim-Mähl-Straße – Niendorf Markt – Hagendeel – Hagenbecks Tierpark |
| U2    | Eimsbüttel branch | Hagenbecks Tierpark – Lutterothstraße – Osterstraße – Emilienstraße – Christuskirche – Schlump (U3) |
| U2    | Diameter route | Schlump – Messehallen – Gänsemarkt – Jungfernstieg (U1, U4, S1, S2, S3, Alster ferries) – Hauptbahnhof Nord (U4, S1, S11, S2, S21, S3, S31) – Berliner Tor (U3, U4, S1, S11, S2, S21) |
| U2    | Billstedt branch | Berliner Tor – Burgstraße – Hammer Kirche – Rauhes Haus – Horner Rennbahn – Legienstraße – Billstedt – Merkenstraße – Steinfurther Allee – Mümmelmannsberg |
|       | | |
| U3    | Ring (körjárat) | Barmbek (U3, S1, S11) – Saarlandstraße – Borgweg – Sierichstraße – Kellinghusenstraße (U1) – Eppendorfer Baum – Hoheluftbrücke – Schlump (U2) – Sternschanze (S11, S21, S31) – Feldstraße – St. Pauli – Landungsbrücken (S1, S2, S3, Elbe (Alsó-Szászország) ferries) – Baumwall – Rödingsmarkt – Rathaus (Jungfernstieg: U1, U2, U4, S1, S2, S3) – Mönckebergstraße – Hauptbahnhof Süd (U1, S1, S11, S2, S21, S3, S31) – Berliner Tor (U2, U4, S1, S11, S2, S21) – Lübecker Straße (U1) – Uhlandstraße – Mundsburg – Hamburger Straße – Dehnhaide – Barmbek (U3, S1, S11) |
| U3    | Walddörferbahn | Barmbek – Habichtstraße – Wandsbek-Gartenstadt (U1) |
|       | | |
| U4    | HafenCity Bahn | HafenCity Universität – Überseequartier – Jungfernstieg (U1, U2, S1, S2, S3) |
| U4    | Diameter route | Jungfernstieg – Hauptbahnhof Nord (U2, S1, S11, S2, S21, S3, S31) |
| U4    | Billstedt branch | Hauptbahnhof Nord – Berliner Tor (U2, U3, S1, S11, S2, S21) – Burgstraße – Hammer Kirche – Rauhes Haus – Horner Rennbahn – Legienstraße – Billstedt |
| U     | Rothenburgsorter Hochbahn 1943-ban bezárva mert a viaduktot és a környező házakat elpusztította a második világháború | Hauptbahnhof Süd (U1, U3, S1, S11, S2, S21, S3, S31) – Spaldingstraße – Süderstraße – Brückenstraße – Rothenburgsort (S2, S21) |

### Állomások

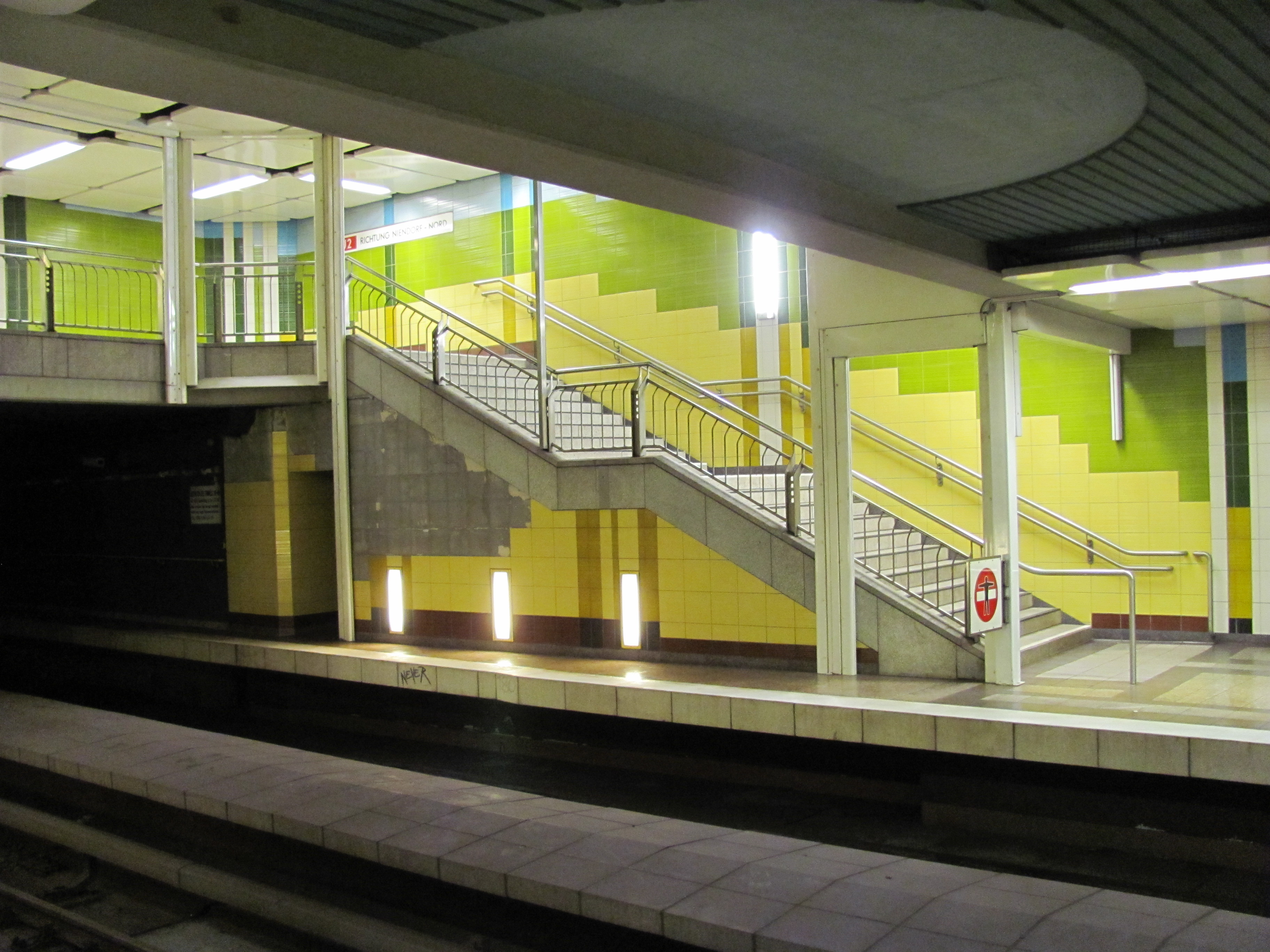
Joachim-Mähl-Strasse állomás
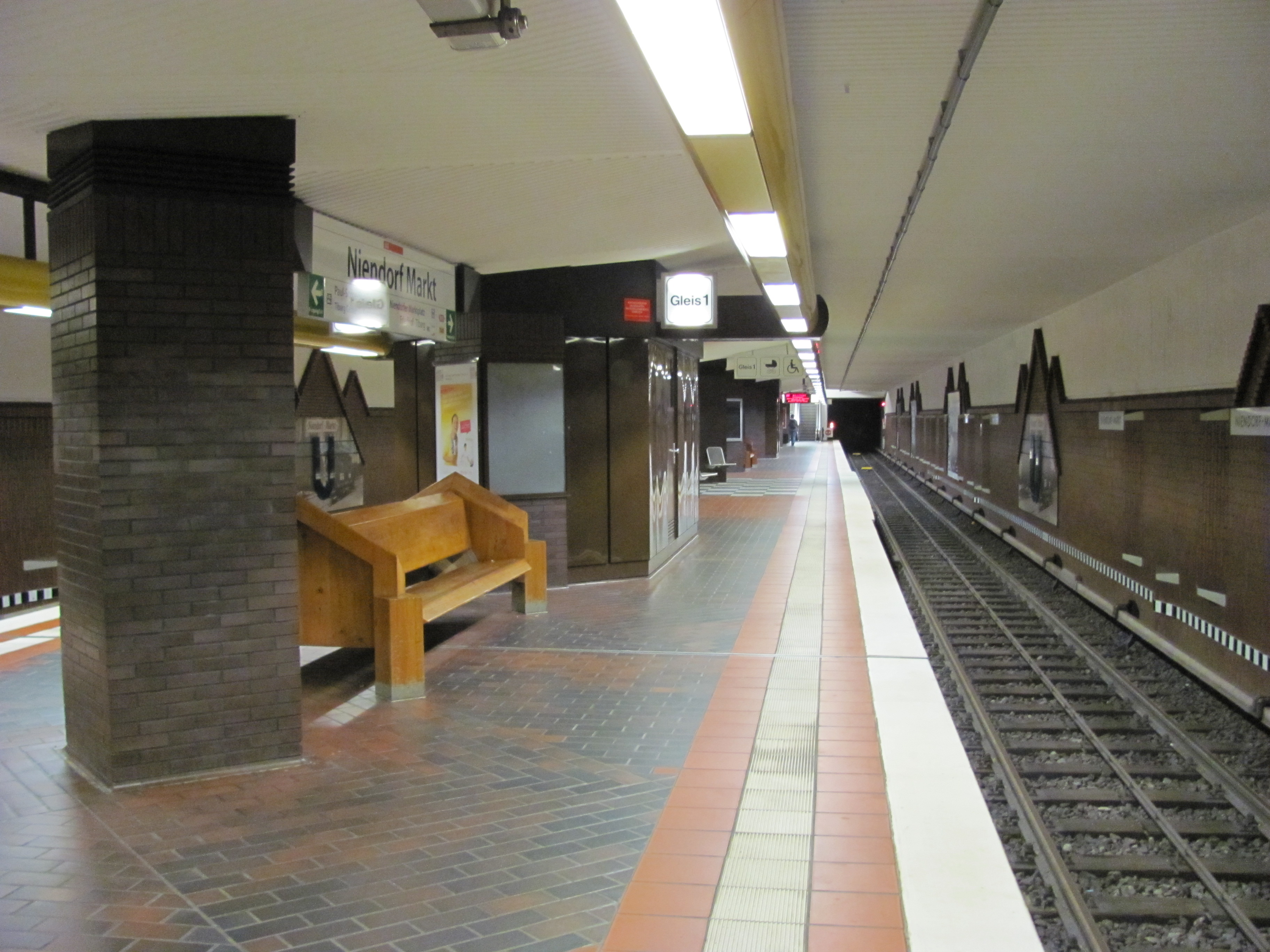
Niendorf Markt állomás
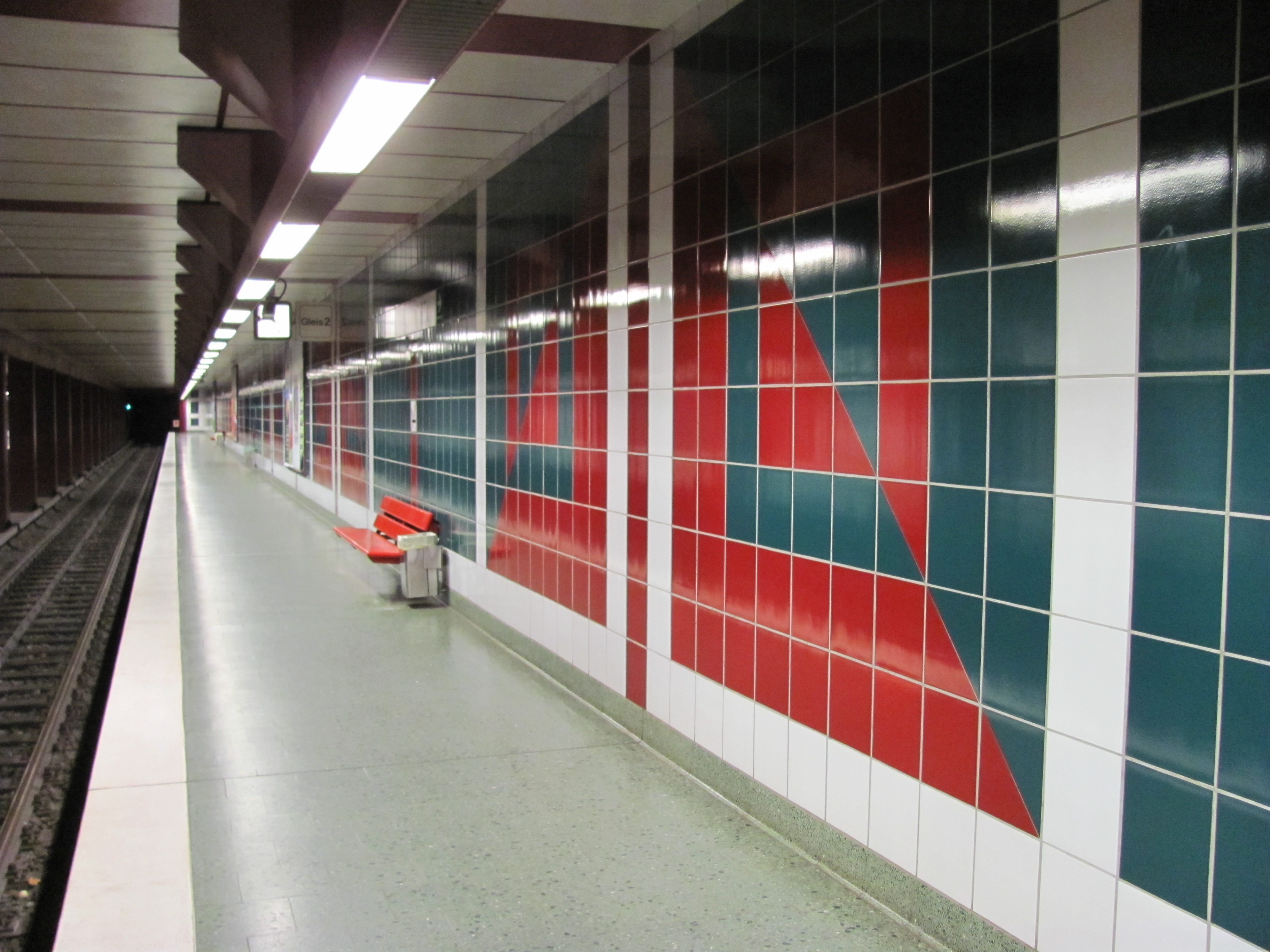
Hagendeel állomás
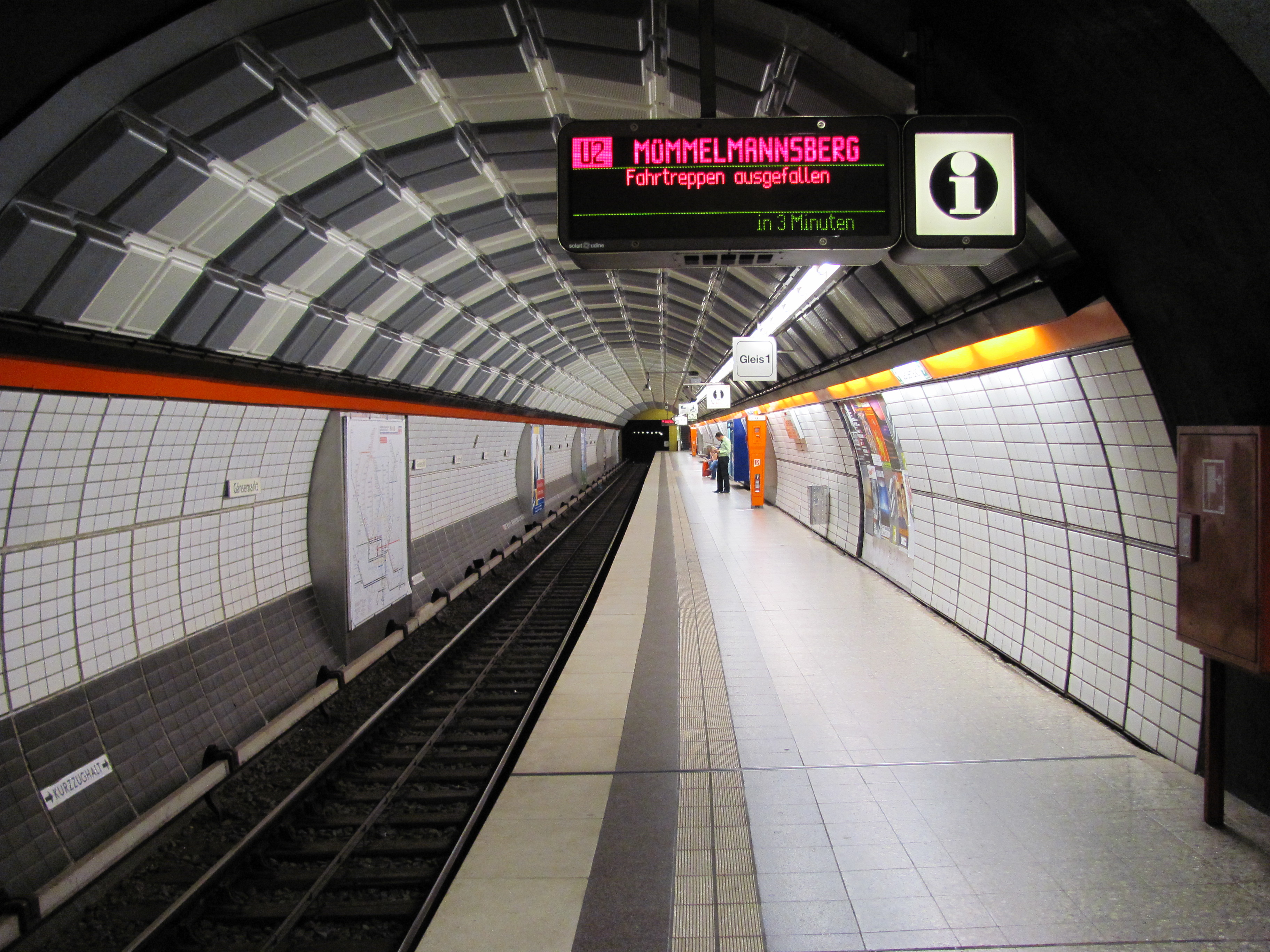
Gänsemarkt állomás
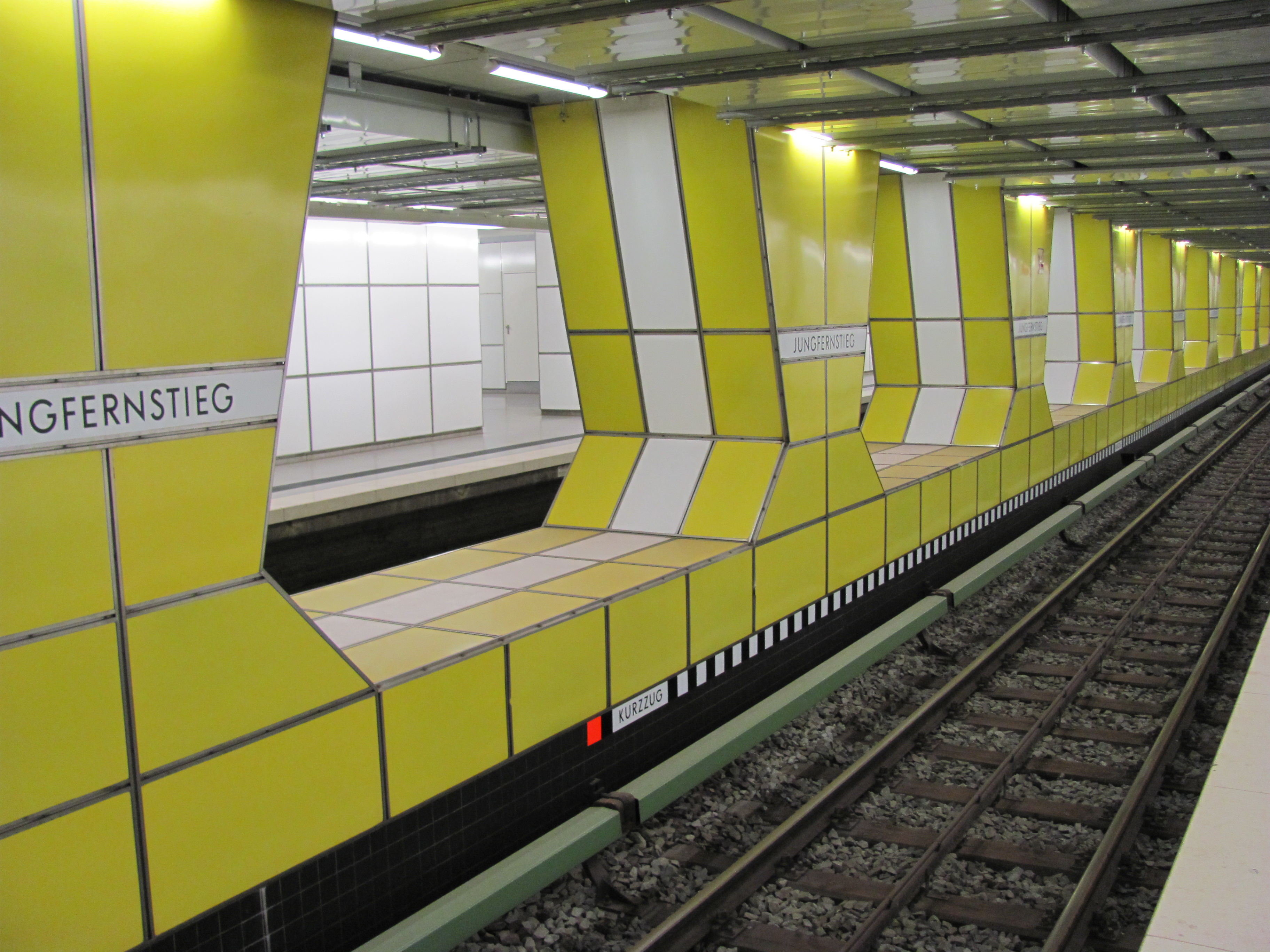
Jungfernstieg állomás
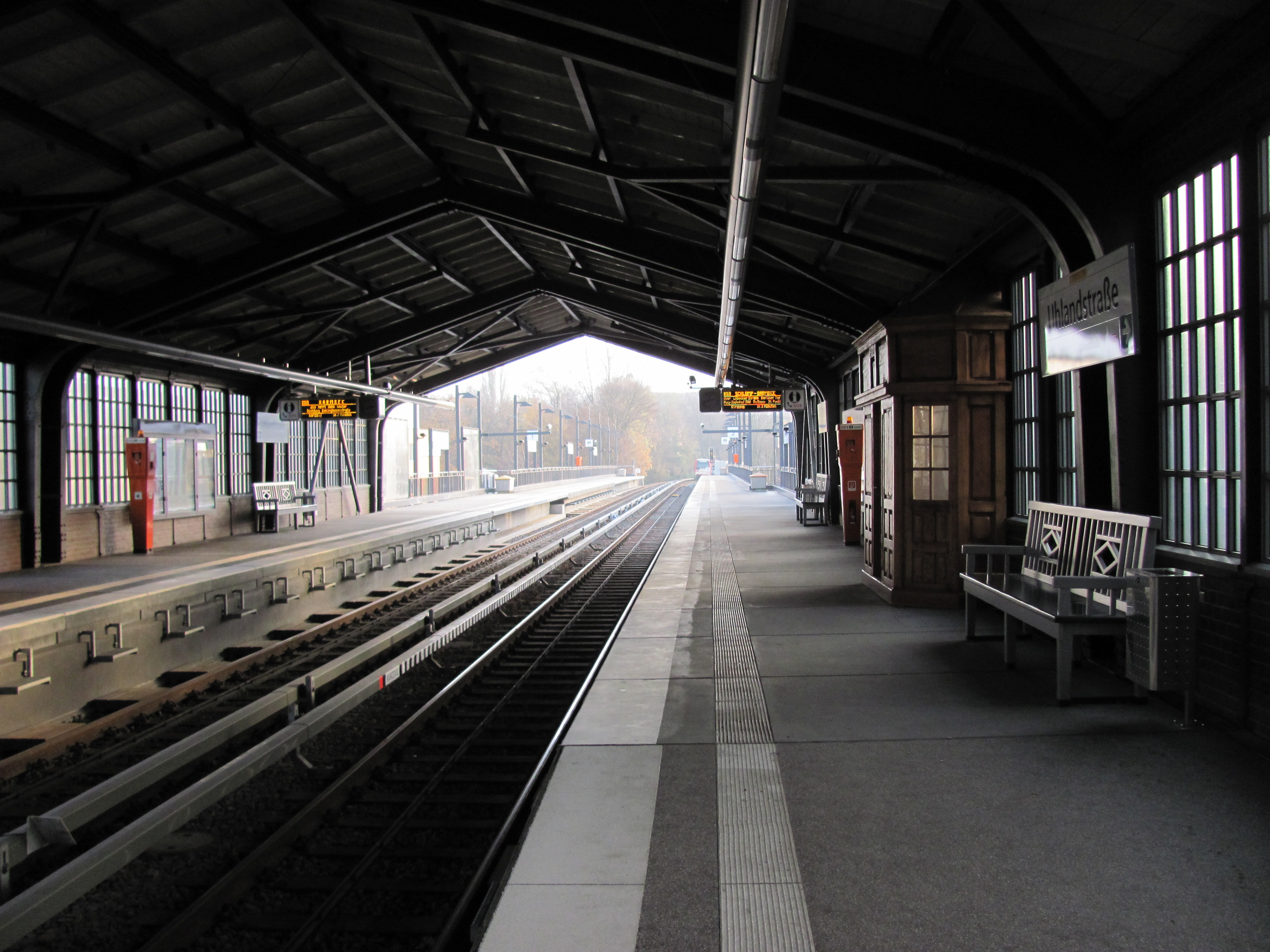
Uhlandstrasse állomás
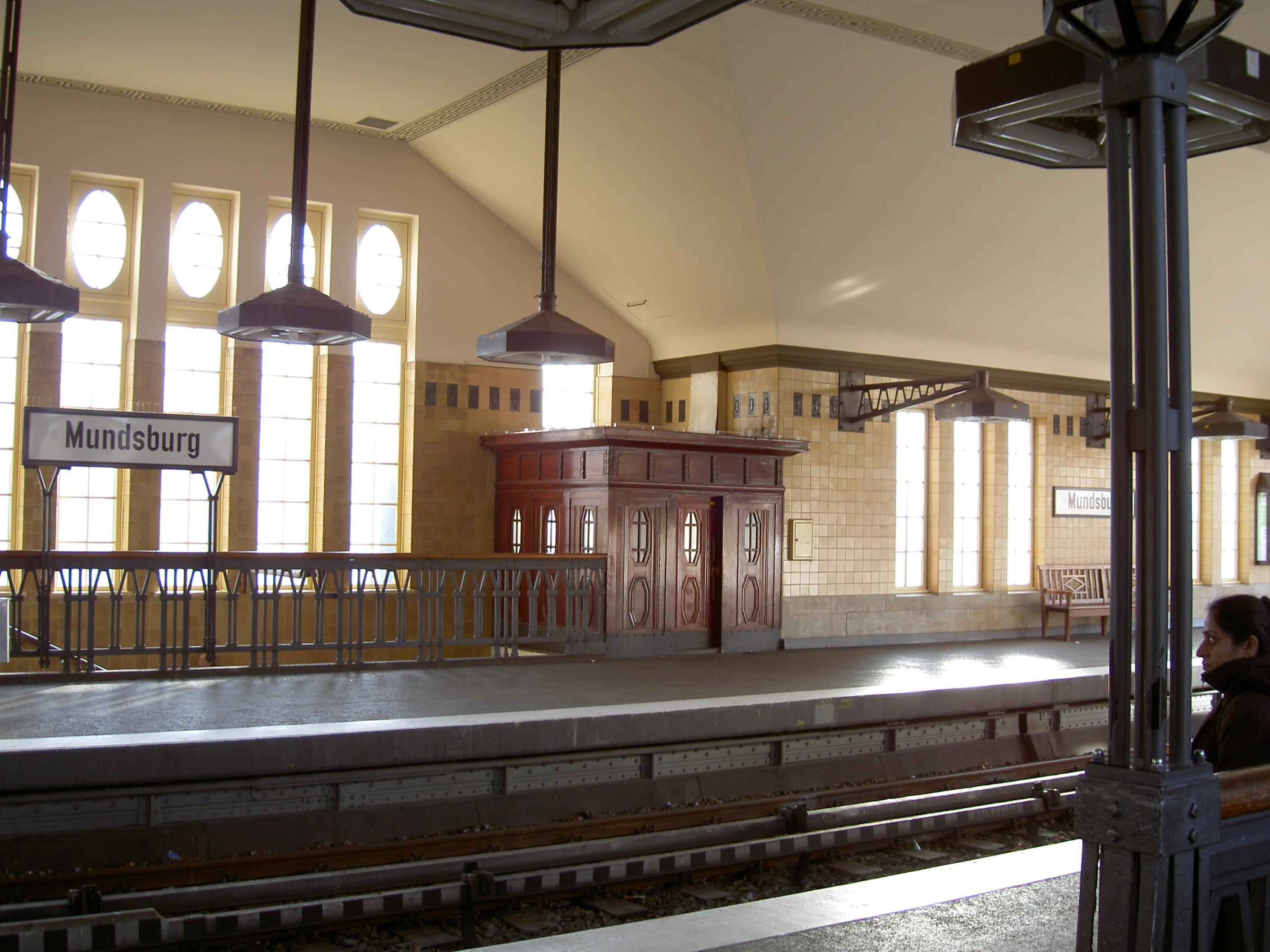
Mundsburg állomás
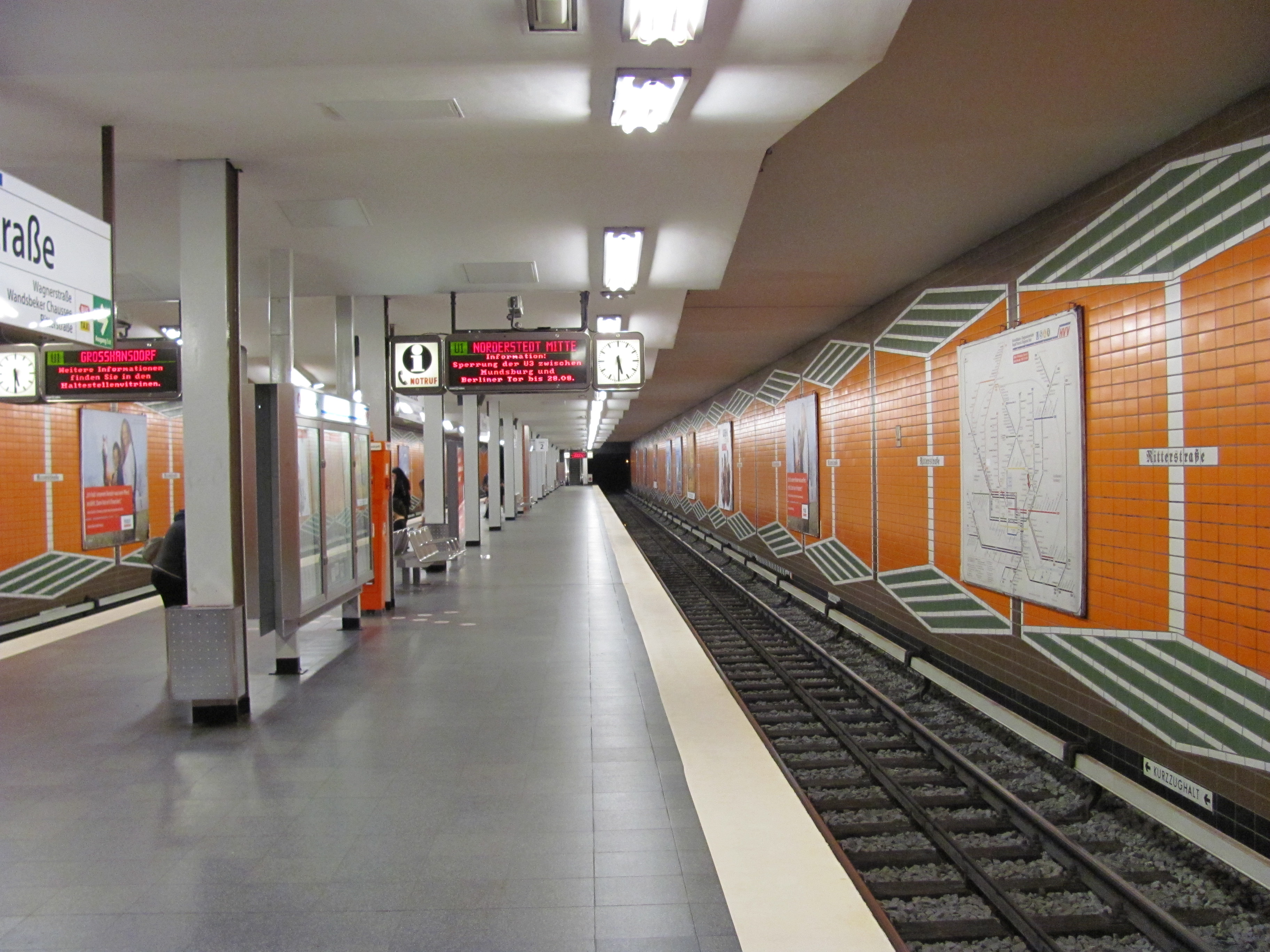
Ritterstrasse állomás
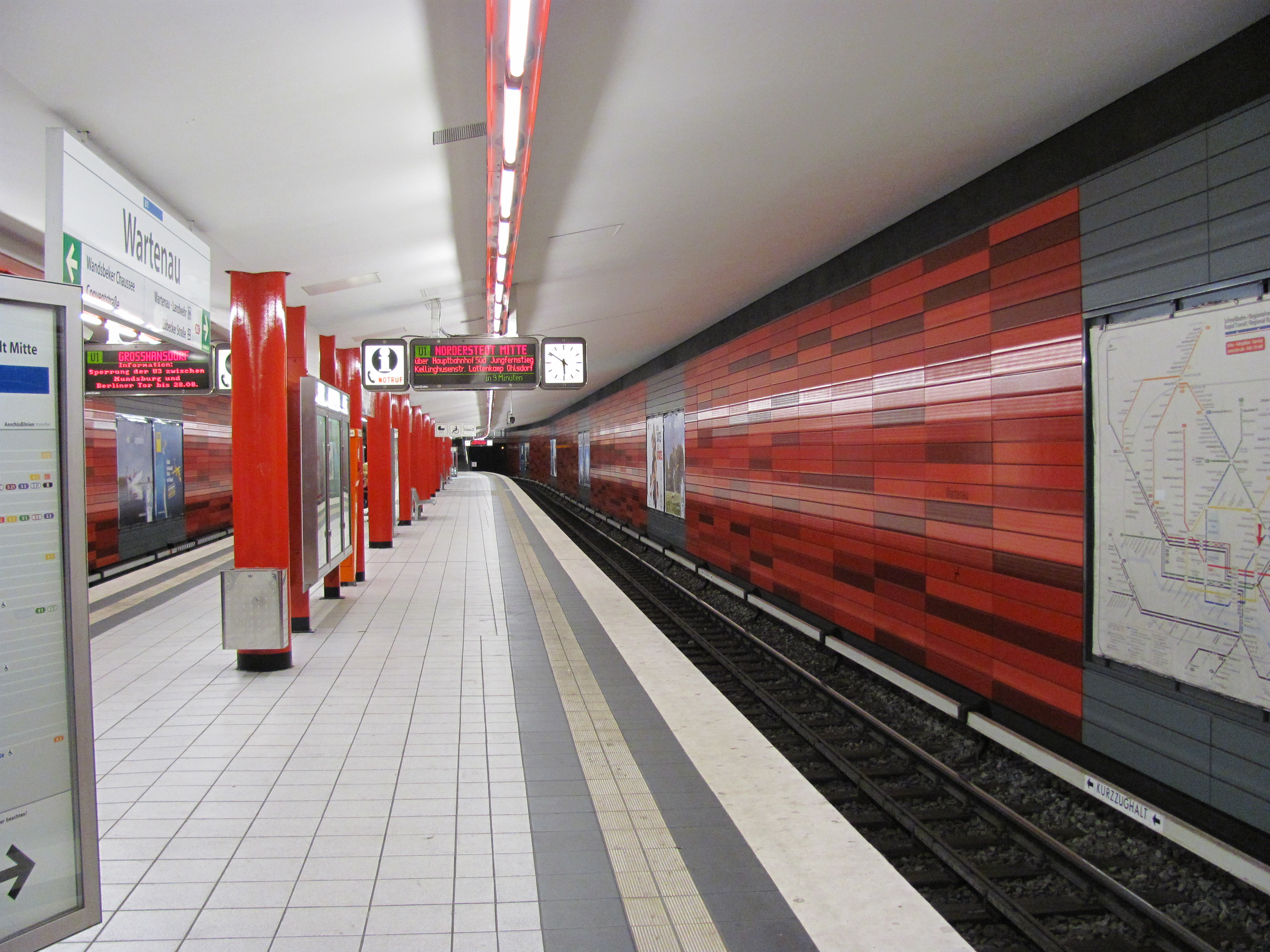
Wartenau állomás
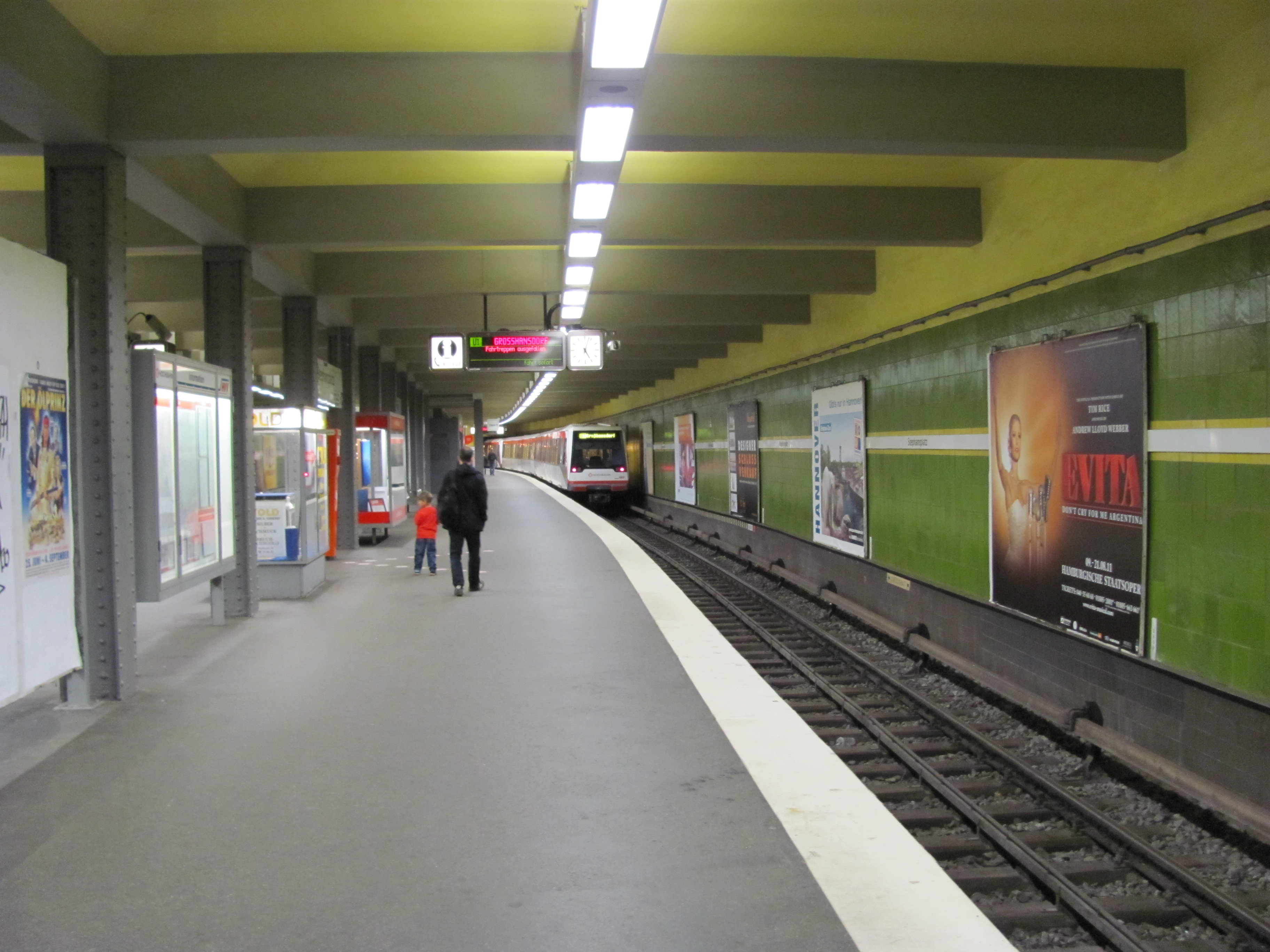
Stephansplatz állomás

## Járművek

### Jelenlegi

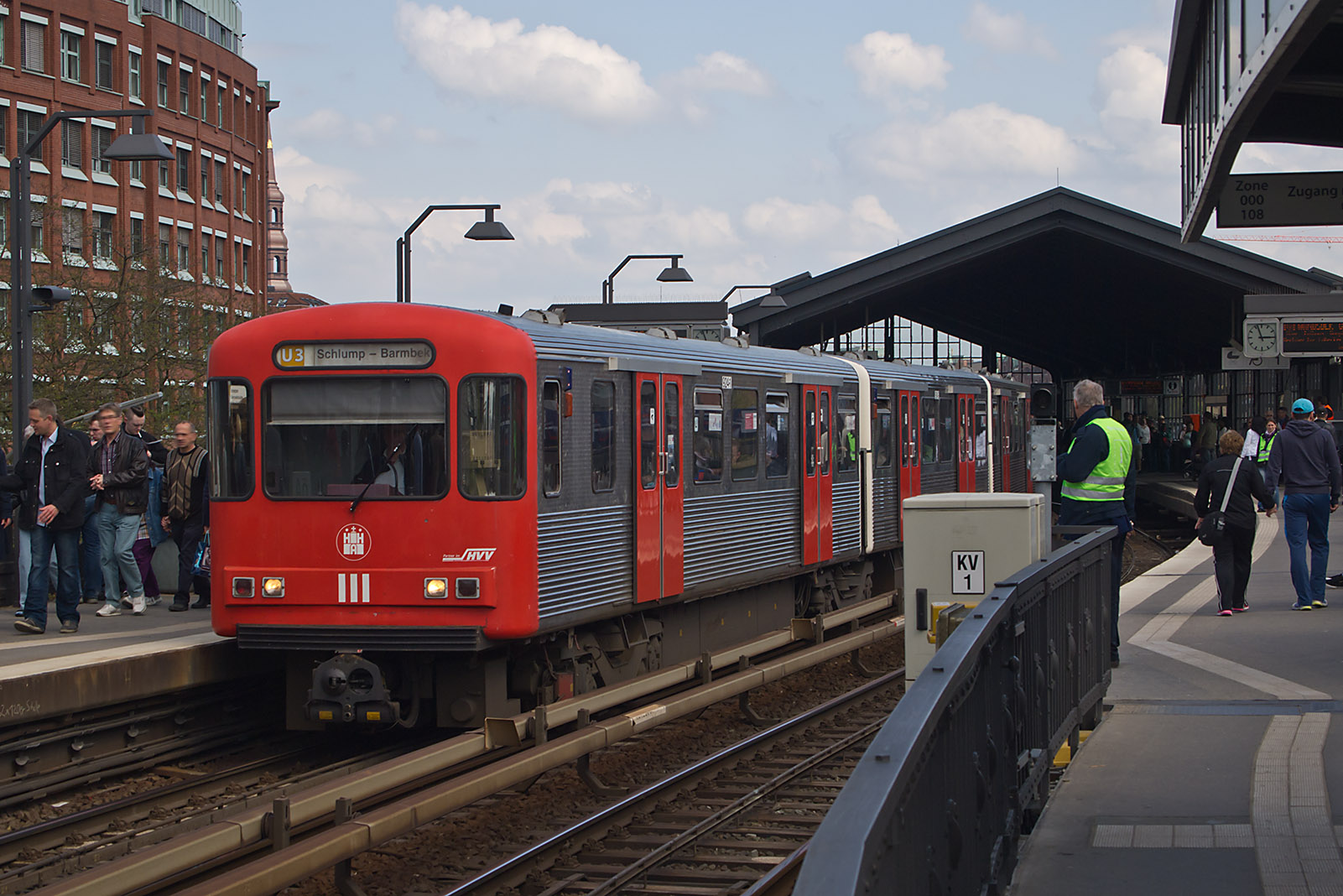
Type DT3-LZB
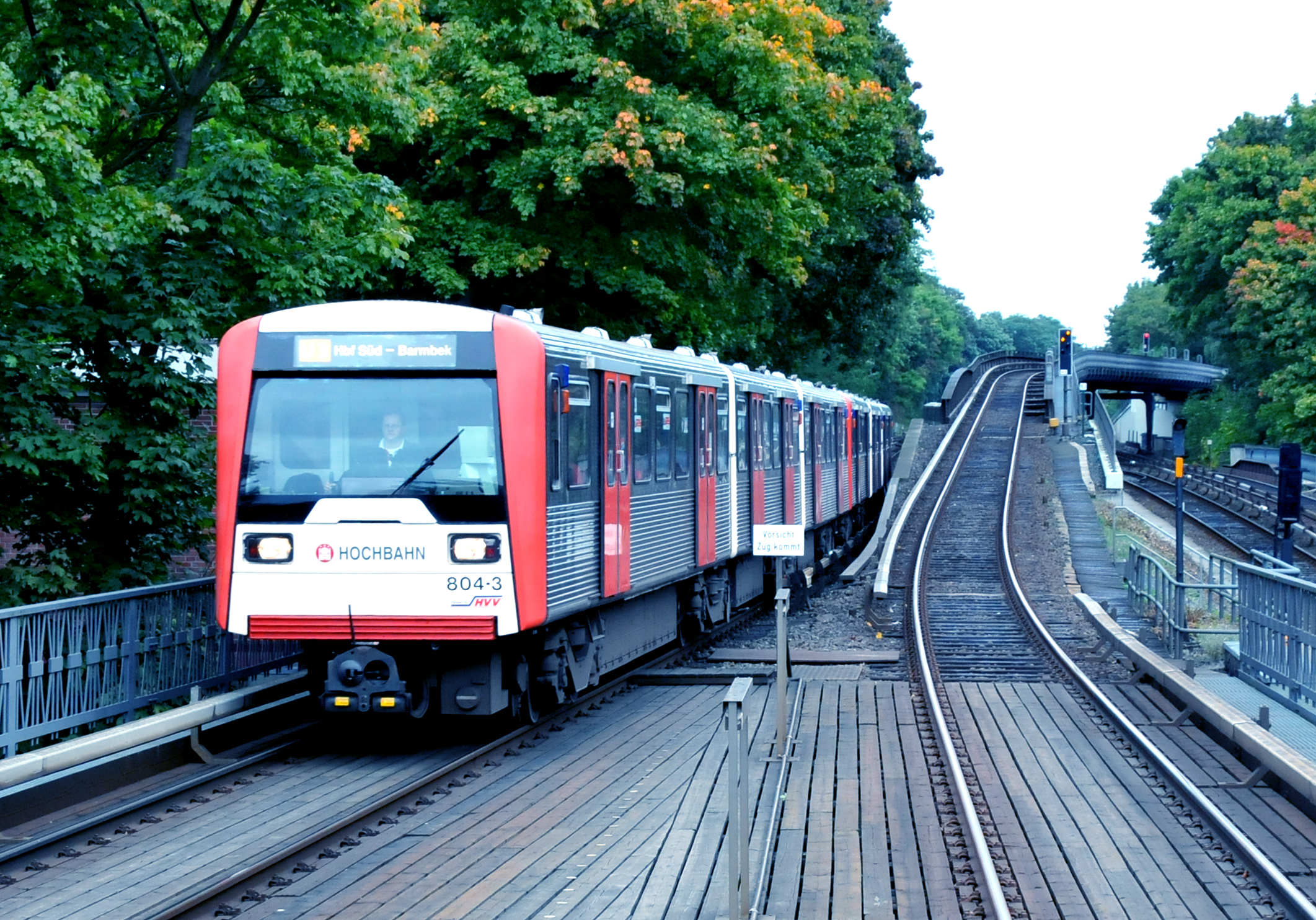
Type DT3-E (felújított)
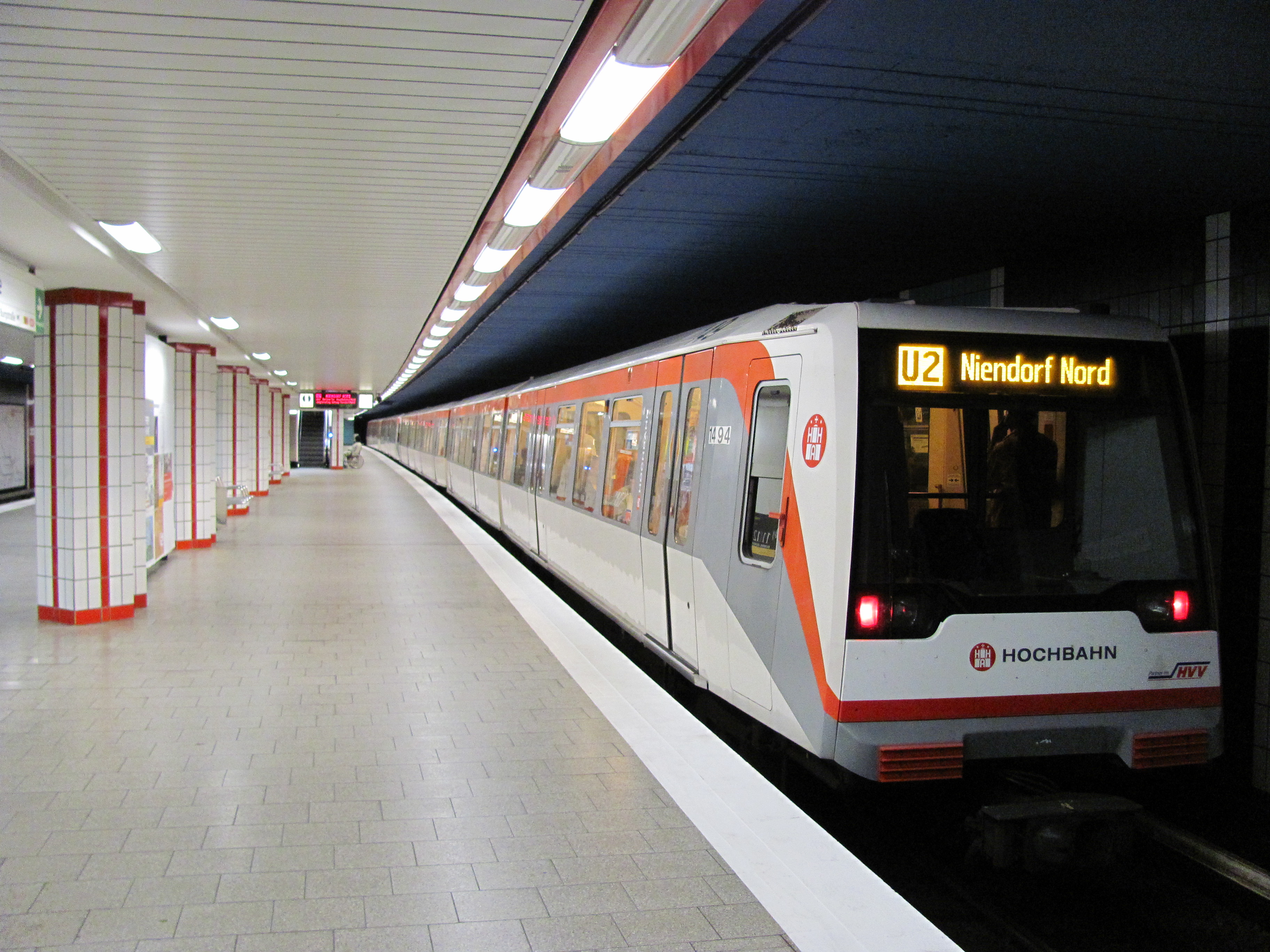
Type DT4
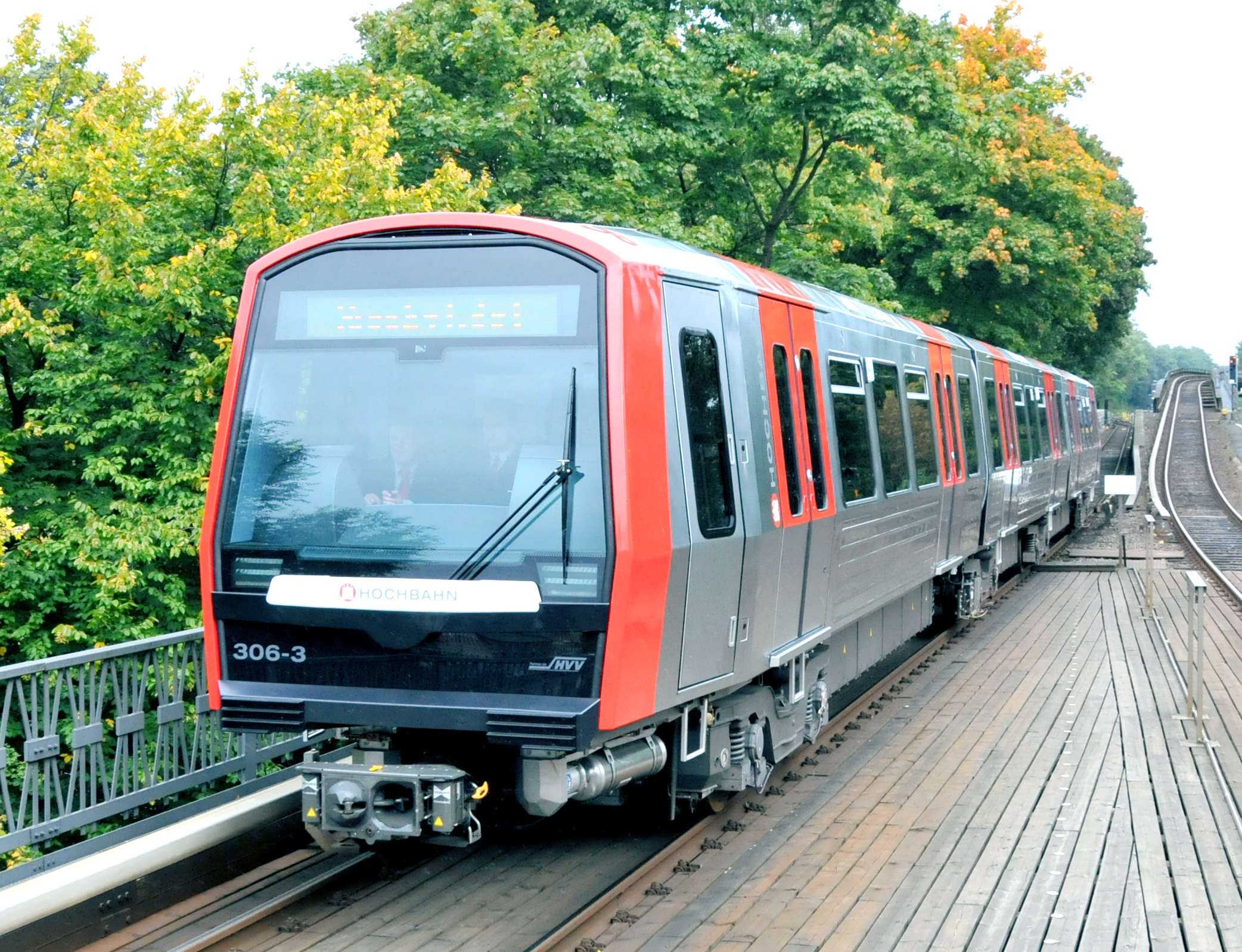
Type DT5

### Korábbi

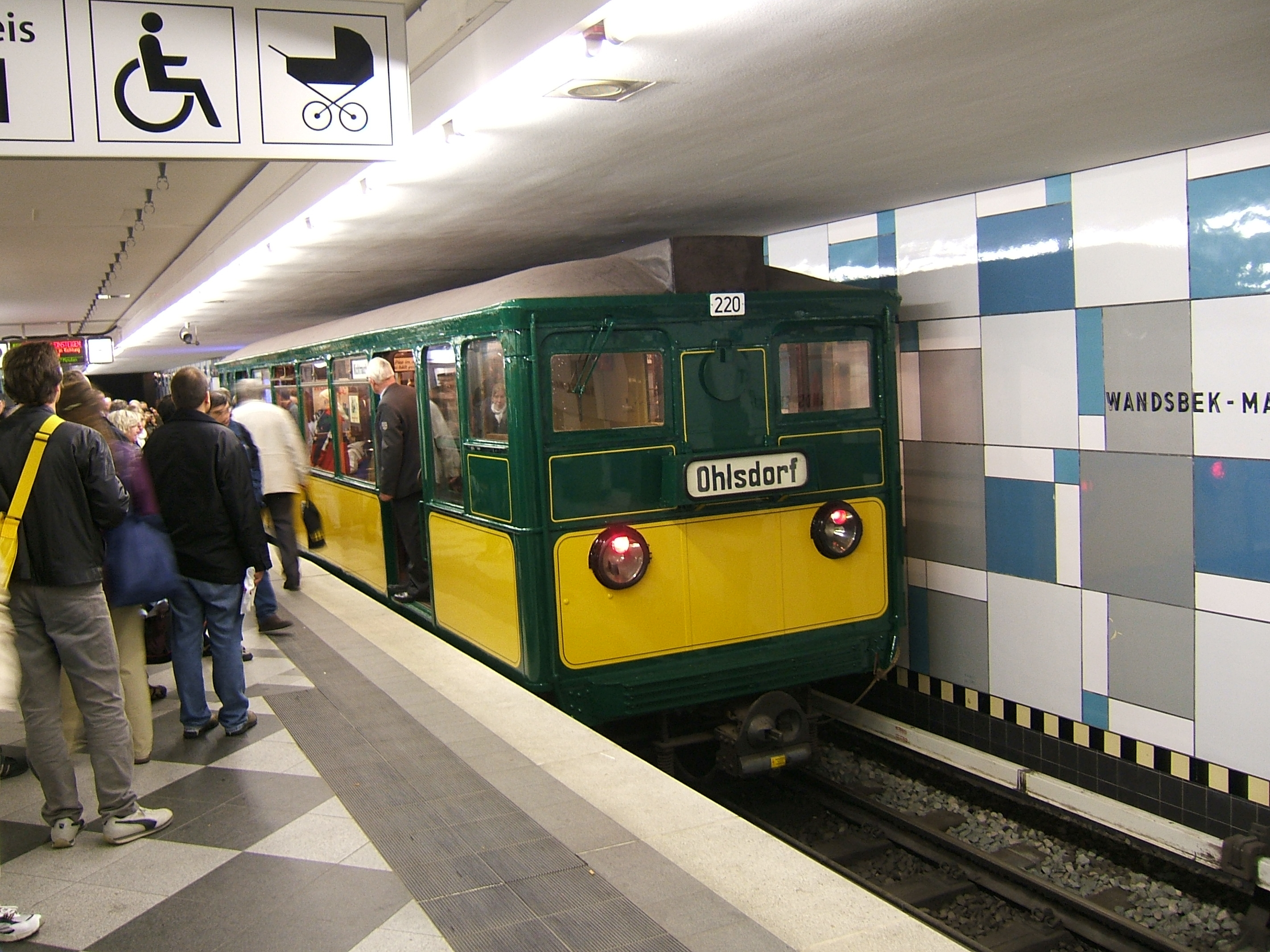
Type T
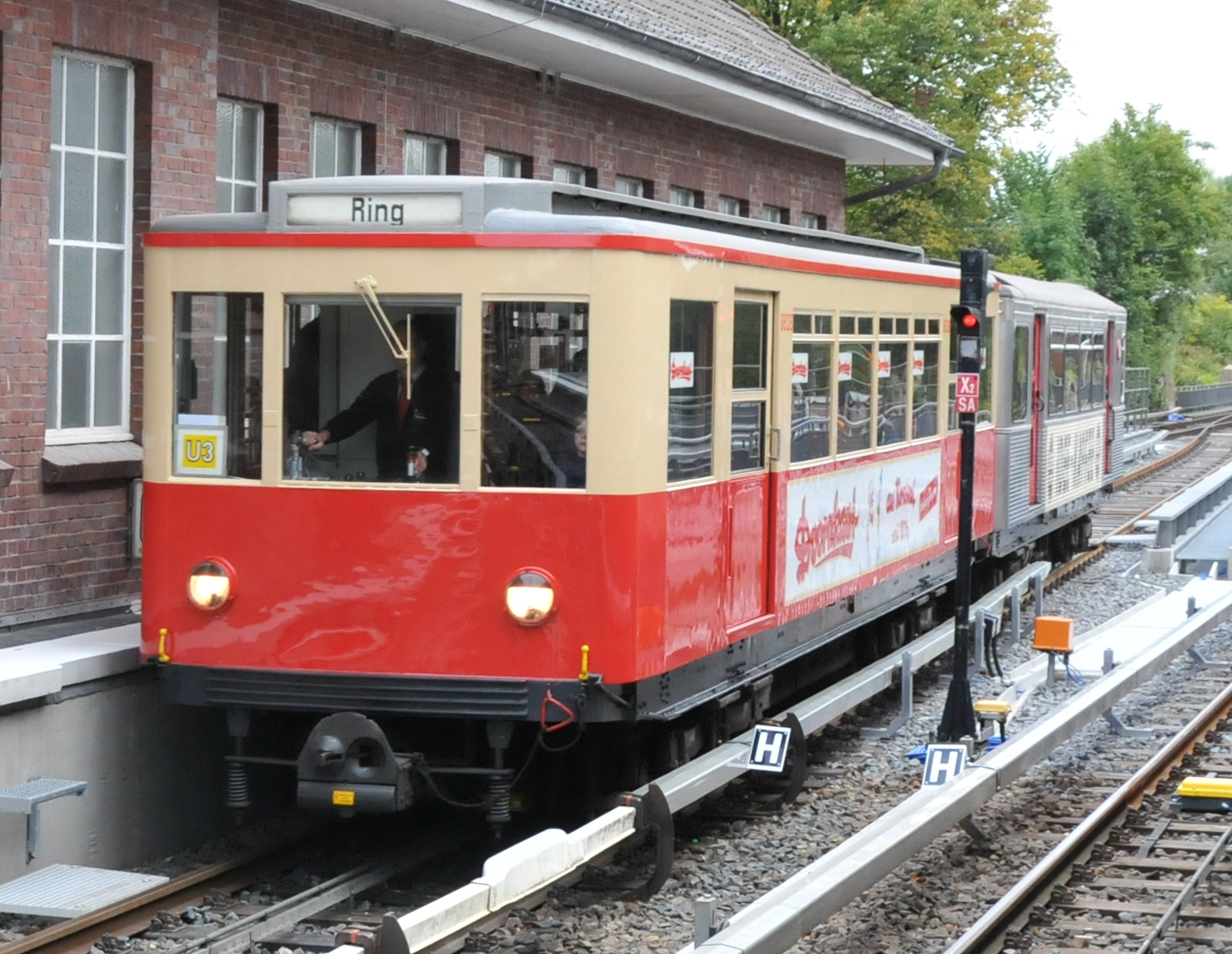
Type TU1
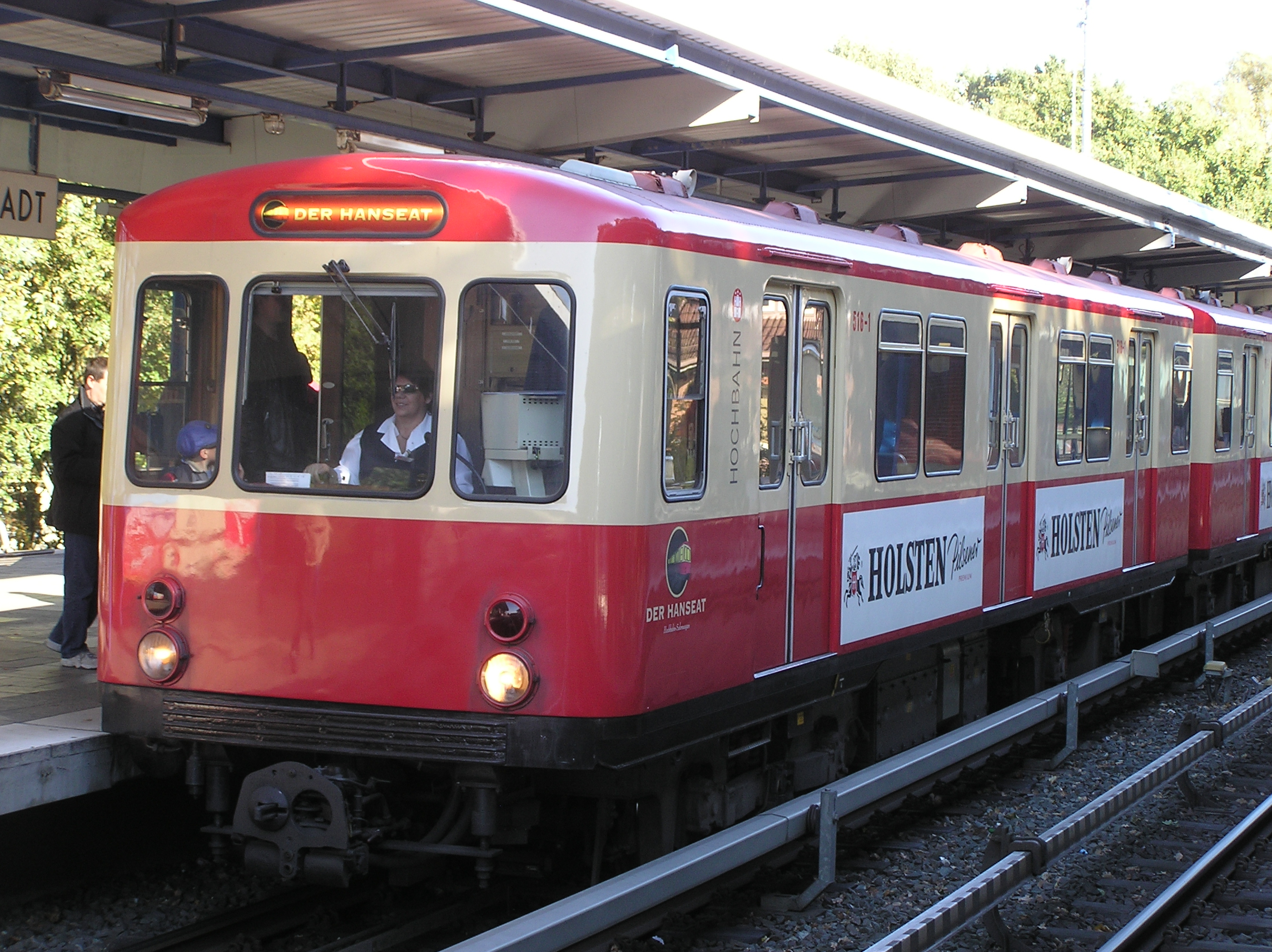
Type DT1
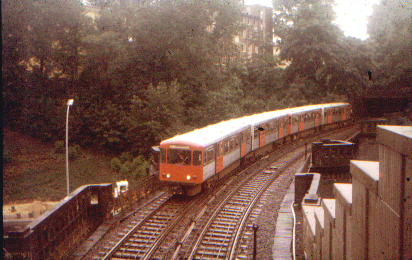
Type DT2 (eredeti)
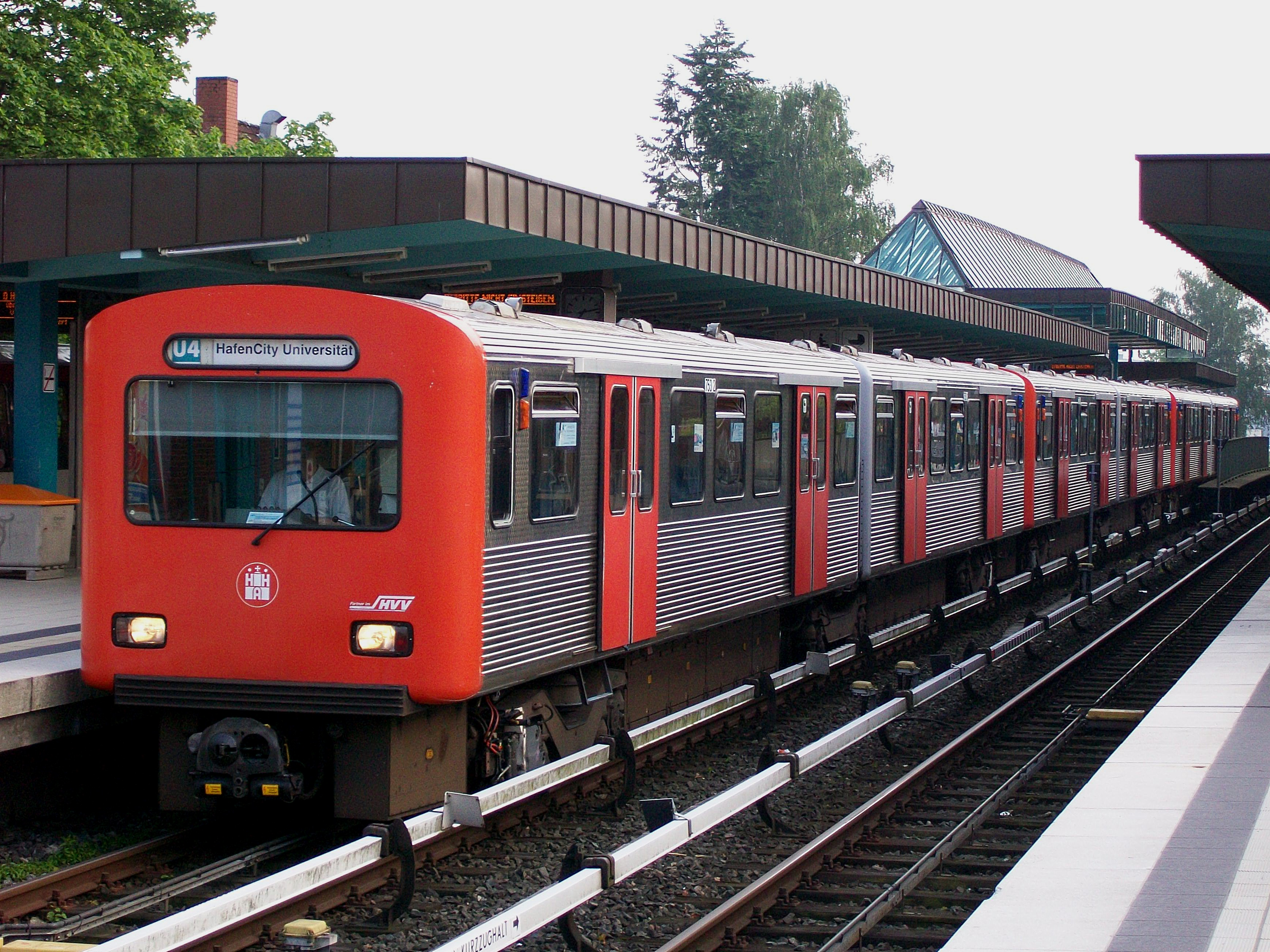
Type DT2-E (felújított)